# Xã Adams, Quận Miner, South Dakota
Xã Adams (tiếng Anh: Adams Township) là một xã thuộc quận Miner, tiểu bang Nam Dakota, Hoa Kỳ. Năm 2010, dân số của xã này là 120 người.